# Wojskowa Prokuratura Polskich Kolei Państwowych

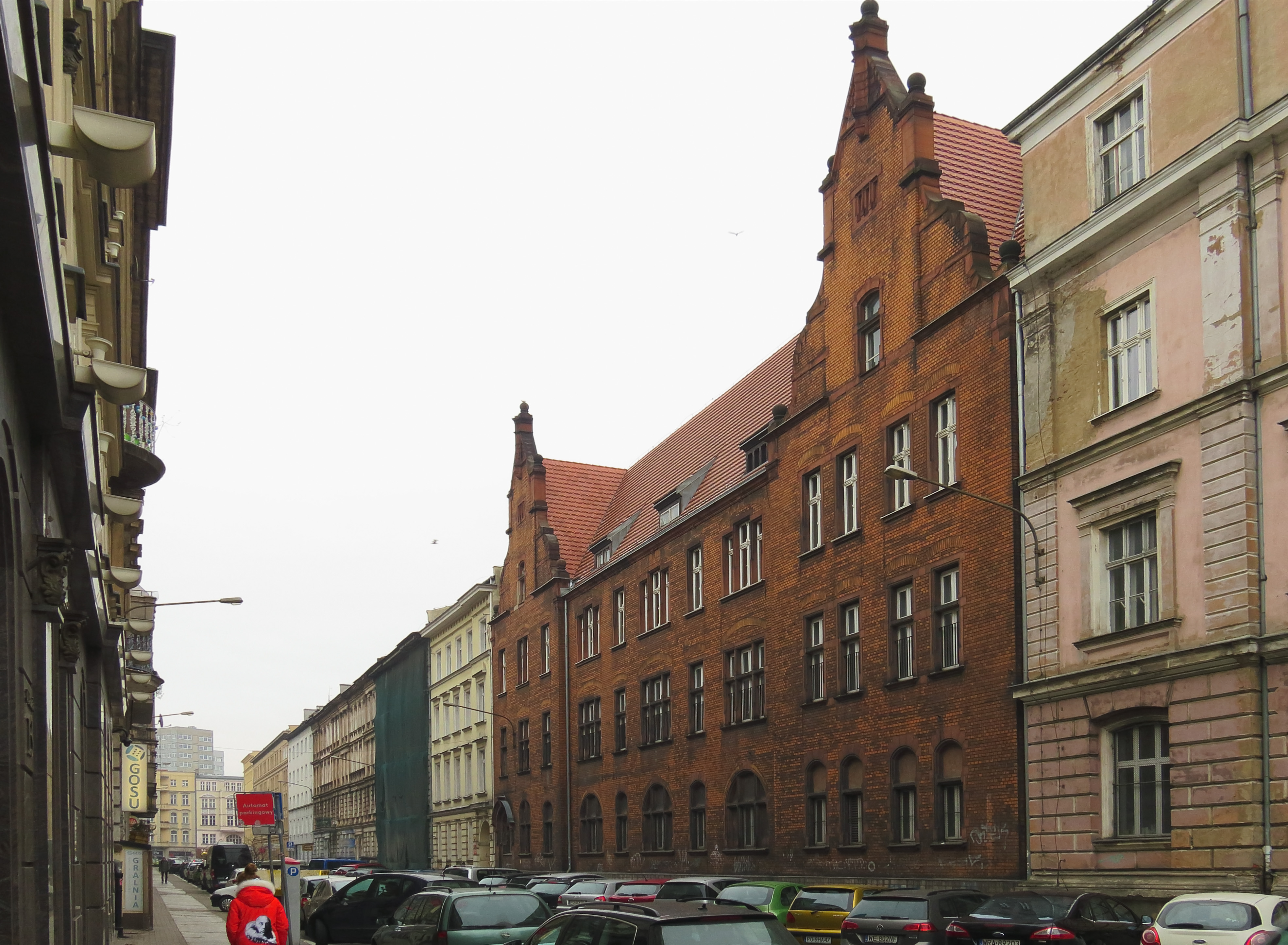
b. siedziba Ekspozytury Wojskowej Prokuratury PKP/Wojskowej Prokuratury DOKP w Poznaniu przy ul. S. Taczaka 8

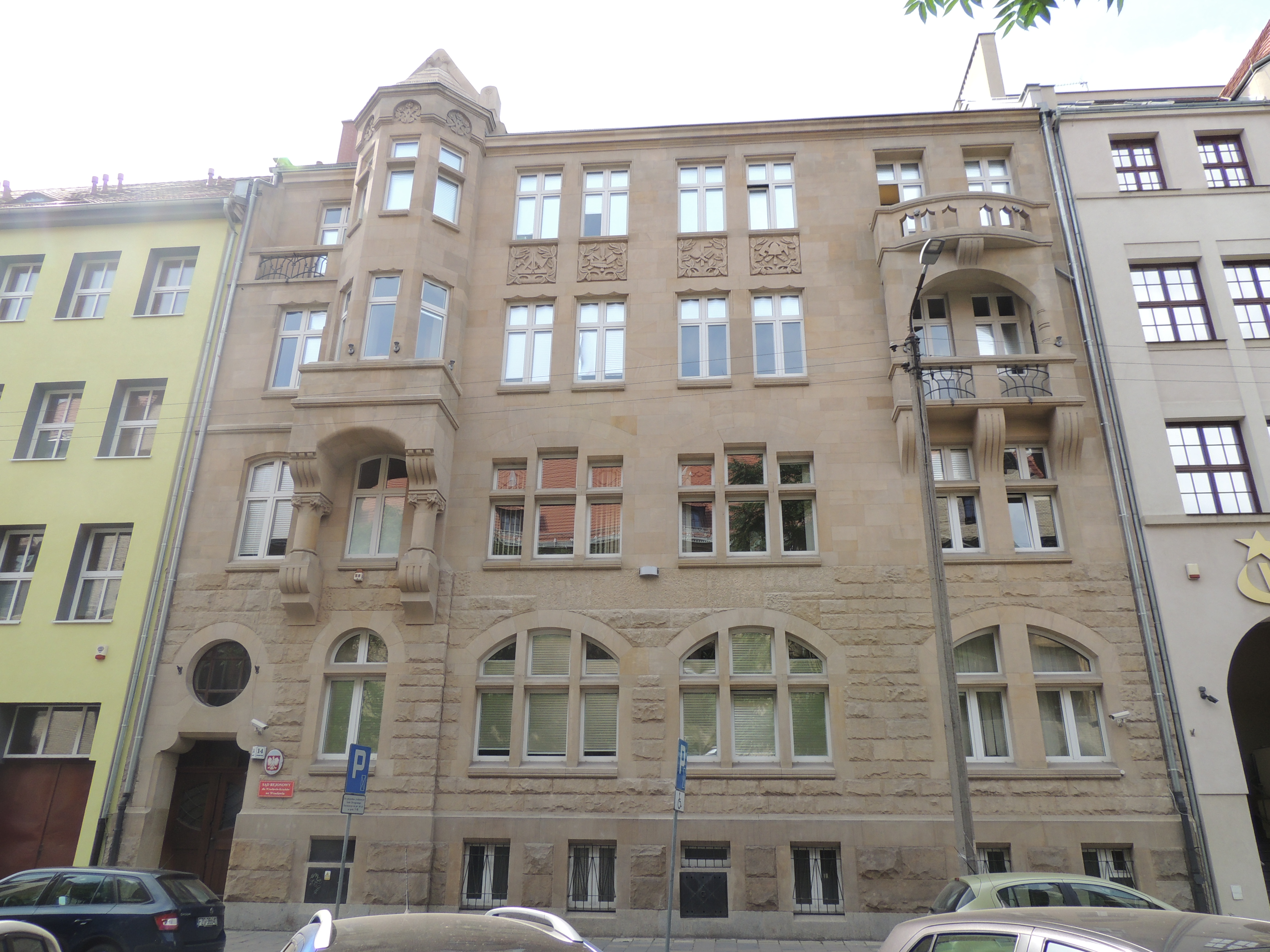
b. siedziba Ekspozytury Wojskowej Prokuratury PKP /Wojskowej Prokuratury DOKP we Wrocławiu przy ul. Joanitów 14

Wojskowa Prokuratura Polskich Kolei Państwowych z ekspozyturami – pion prokuratury wojskowej powołany do ścigania przestępstw w przedsiębiorstwie Polskich Kolei Państwowych, działający w latach 1944–1949.

## Historia

### Utworzenie
Wydzielony pion pod nazwą Wojskowa Prokuratura PKP oraz jej ekspozytury dla każdej samodzielnej dyrekcji okręgowej PKP (DOKP) zostały powołane w wyniku wydanego przez Polski Komitet Wyzwolenia Narodowego (PKWN) 4 listopada 1944 dekretu o militaryzacji PKP, oraz na podstawie rozkazu organizacyjnego Naczelnego Dowódcy z 25 listopada 1944, opartego na art. 17 i 69 dekretu PKWN z 23 września 1944 „Prawo o ustroju sądów wojskowych i Prokuratury Wojskowej”. Początkowo Prokuraturę umieszczono w Lublinie przy ul. Wyszyńskiego 12–14 oraz przy ul. Szopena 22. 28 lutego 1945 siedzibę Prokuratury Wojskowej PKP przeniesiono do Warszawy, lokując ją w kompleksie budynków centralnych władz państwowych, oraz wielu resortów, m.in. komunikacji przy ul. Wileńskiej 4. Urzędowanie rozpoczęła 1 marca 1945. Struktura organizacyjna organów została ustalona w rozkazie z 17 marca 1945 „W sprawie rozszerzenia sieci ekspozytur prokuratury PKP i objęcia ich właściwością terenów nowo wyzwolonych”. Przewidywał on powołanie ekspozytur Wojskowej Prokuratury PKP przy DOKP w Gdańsku z siedzibą w Bydgoszczy, Katowicach, Łodzi, Poznaniu, z siedzibą w budynku DOKP ul. Stanisława Taczaka 8, i Warszawie. Na mocy rozkazu z 5 maja 1945 powołano ekspozytury w Krakowie, Lublinie i Olsztynie. DOKP Warszawa obsługiwała bezpośrednio Wojskowa Prokuratura PKP przy Ministerstwie Komunikacji. W grudniu 1946 utworzono dwie ekspozytury: przy DOKP we Wrocławiu z tymczasową siedzibą w Katowicach, następnie we Wrocławiu w budynku zajmowanym ówcześnie przez ZZK przy ul. Joannitów 14, i w Szczecinie. Jednostki te rozpoczęły działalność 1 lutego 1947. Na mocy rozkazu z 18 kwietnia 1948 wszystkie ekspozytury przy DOKP zostały przekształcone w wojskowe prokuratury DOKP z zachowaniem podporządkowania Prokuraturze PKP w Warszawie. Zniesienie militaryzacji PKP nastąpiło 1 lipca 1949. Na mocy rozkazu z 8 sierpnia 1949 szef Departamentu Służby Sprawiedliwości MON został zobowiązany do rozformowania struktur Wojskowej Prokuratury PKP w terminie do 1 października 1949.